# Kent Haruf
Alan Kent Haruf (24 de fevereiro de 1943, Pueblo - 30 de novembro de 2014, Salida) é um premiado romancista norte-americano.

## Reconhecimento
Recebeu a "Whiting Foundation Award" e a citação da"Hemingway Foundation/PEN Award" pelo livro "Where You Once Belonged"' publicado em 1990. Recebeu também a premiação "Dos Passos Prize for Literature" em 2006.